# Bo Donaldson and the Heywoods
Bo Donaldson and the Heywoods sind eine US-amerikanische Bubblegum-Popband  aus Ohio. Bekannt ist sie vor allem für ihren Millionenseller und Nummer-eins-Hit Billy, Don’t Be a Hero aus dem Jahr 1974.

## Bandgeschichte
Der aus Cincinnati stammende Keyboarder Robert Walter Donaldson, genannt Bo, gründete in den 1960ern die Heywoods als Teenagerband. Sie machten sich einen Namen als Liveband und wurden von zahlreichen bekannten Bands wie Herman’s Hermits, den Box Tops oder den Rascals für das Tourvorprogramm engagiert. Ein Auftritt für die Osmonds in den frühen 1970er Jahren führte zu einer Einladung zur TV-Show American Bandstand von Dick Brave und zu einem Plattenvertrag mit Family Productions. Sie machten mehrere Aufnahmen und hatten mit Special Someone 1972 einen kleineren Charthit. Danach erweiterten sie den Bandnamen um den Namen ihres Frontmanns.
Sie nahmen auch Coverversionen auf, zum Beispiel von Da Doo Ron Ron von den Crystals (1972) und – nach ihrem Wechsel zu ABC Records – von Billy, Don’t Be a Hero, im Februar 1974 ein Nummer-eins-Hit in Großbritannien für Paper Lace. In den USA kam das Original nur auf Platz 96, die Single von Bo Donaldson & the Heywoods erreichte aber Platz 1 der Billboard Hot 100 und verkaufte sich über eine Million Mal, wofür sie eine Goldene Schallplatte bekamen.
Mit Who Do You Think You Are, zuvor ein kleinerer UK-Hit für Candlewick Green, und The Heartbreak Kid hatten sie im selben Jahr noch zwei weitere Top-40-Hits. Im Jahr darauf nahmen sie Our Last Song Together von Neil Sedaka auf, zwei Jahre zuvor ein britischer Top-40-Hit. In den USA erreichte ihre Aufnahme Platz 95 und war im Sommer 1975 der letzte Charthit von Bo Donaldson & the Heywoods.
Nach weiteren Labelwechseln und Umbenennung in The Bo Donaldson Band veröffentlichten sie in den 1980ern auch Countrysongs. Nachdem der Erfolg dauerhaft ausblieb, lösten sie sich auf. Ab 1996 traten sie wieder gemeinsam bei Oldieshows auf.

## Mitglieder
- Rober Walter „Bo“ Donaldson, Keyboarder
- James Michael „Mike“ Gibbons († 2. April 2016)[1], Sänger, Trompeter
- David Alan Krock, Bassist
- Richard Leon „Rick“ Joswick, Sänger, Tamburin
- Gary James Coveyou, Saxophon, Flöte
- Earl Baker Scott, Gitarrist
- Richard Brunetti, Schlagzeuger

## Diskografie

### Alben
| Jahr | Titel                         | Höchstplatzierung, Gesamtwochen, AuszeichnungChartsChartplatzierungen (Jahr, Titel, Platzierungen, Wochen, Auszeichnungen, Anmerkungen) | Anmerkungen |
| Jahr | Titel                         | US | Anmerkungen |
| ---- | ----------------------------- | --- | ----------- |
| 1974 | Bo Donaldson and the Heywoods | US97 (16 Wo.)US |             |

Weitere Alben
- Special Someone (1972)
- Farther On (1976)

### Singles
| Jahr | Titel Album                                           | Höchstplatzierung, Gesamtwochen, AuszeichnungChartsChartplatzierungen (Jahr, Titel, Album, Platzierungen, Wochen, Auszeichnungen, Anmerkungen) | Anmerkungen                                                          |
| Jahr | Titel Album                                           | US | Anmerkungen                                                          |
| ---- | ----------------------------------------------------- | --- | -------------------------------------------------------------------- |
| 1972 | Special Someone                                       | US64 (8 Wo.)US | als The Heywoods Autor: Harold Jones                                 |
| 1974 | Billy, Don’t Be a Hero Bo Donaldson and the Heywoods  | US1 Gold · (19 Wo.)US | Original: Paper Lace (1974) Autoren: Mitch Murray, Peter Callander   |
| 1974 | Wo Do You Think You Are Bo Donaldson and the Heywoods | US15 (12 Wo.)US | Original: Candlewick Green (1973) Autoren: Des Dyer, Clive Scott     |
| 1974 | The Heartbreak Kid                                    | US39 (7 Wo.)US | Autoren: Michael Price, Dan Walsh                                    |
| 1975 | Our Last Song Together                                | US95 (2 Wo.)US | Original: Neil Sedaka (1973) Autoren: Neil Sedaka, Howard Greenfield |

Weitere Singles
- Midnight Hour / Hey Joe (1966)
- Here I Am / Is It Any Wonder (mit Dale Wright, 1968)
- Pee Wee the Christmas Tree / Silver Bells (1968)
- My Days Are Numbered / Season of the Witch (1968)
- All Over the World / Just for You (1972)
- Thank You Girl (1972)
- Da Doo Ron Ron (When He Walked Me Home) (1972)
- Deeper and Deeper (1973)
- Girl Don’t Make Me Wait (1974)
- The House on Telegraph Hill (1975)
- Teenage Rampage (1976)
- Oh Boy (1976)
- Give Me Some Time (1977)